# Тащи, Борис Борисович
Бори́с Бори́сович Тащи́ (укр. Борис Борисович Тащи; род. 26 июля 1993, Одесса) — украинский футболист, нападающий клуба «Эрцгербирге».

## Биография

### Клубная карьера
В детско-юношеской футбольной лиге Украины выступал в 2005 году за одесский «Черноморец», а с 2006 года по 2009 год играл за одесскую ДЮСШ-11. Первый тренер — Сергей Зайков.
Летом 2009 года перешёл в состав дубля «Черноморца». 18 сентября 2009 года дебютировал в молодёжном первенстве Украины в выездном матче против мариупольского «Ильичёвца» (0:3), Тащи вышел в основе, на 17 и 41 минуте он забил гол в ворота Сергея Семено. Всего в сезоне 2009/10 Тащи сыграл за дубль 18 матчей и забил 6 мячей, «Черноморец» в молодёжном чемпионате занял 4 место.
После того как «Черноморец» вылетел в Первую лигу Украины Игорь Наконечный, который до декабря 2010 был главным тренером «Черноморца» стал привлекать Тащи к играм за основную команду. В Первой лиге он дебютировал 17 июля 2010 года в домашнем матче против алчевской «Стали» (1:1), Тащи вышел в конце матча, на 88 минуте вместо Анатолий Диденко. 26 сентября 2010 года в матче против ивано-франковского «Прикарпатья» (2:1), Тащи забил свой первый гол за клуб, на 75 минуте ударом через себя. По итогам сезона 2010/11 «Черноморец» стал серебряным призёром Первой лиги и вышел в Премьер-лигу, клуб в первенстве уступил лишь «Александрии». Тащи сыграл за команду в 23 матчах и забил 5 голов. Также в этом сезоне он провёл 1 матч в Кубке Украины и 4 матча за «Черноморец-2» во Второй лиге.
В 2010 году появилась информация о том, что Тащи может перейти в английский «Манчестер Юнайтед». Скауты клуба приметили его в играх за юношескую сборную Украины. В состав клуба он перейти не смог, из-за различных проблемы с разрешениями на переезд, так как он не достиг совершеннолетия. Также им интересовались киевское «Динамо», донецкий «Шахтёр» и московский «Спартак».
10 июля 2011 года дебютировал в Премьер-лиге в домашнем матче против донецкого «Металлурга» (0:1), Тащи вышел на 80 минуте вместо Сергея Политыло. Всего за «Черноморец» в Премьер-лиге провёл 3 матча, при чём во всех встречах он выходил на замену.
22 августа 2011 года на официальном сайте «Черноморца» появилась о переходе Тащи в латвийский «Олимп». На следующий день московское «Динамо» объявило о трансфере Бориса Тащи. Позже агент футболиста заявил, что трансфер Тащи был сделан по закону. В новой команде Тащи взял себе 45-й номер. 9 октября 2014 года футболист перешёл в команду «Штутгарт II». 29 ноября 2015 г. в составе «Штутгарта» Тащи дебютировал в первой немецкой бундеслиге.

### Карьера в сборной
С 2008 года по 2010 год выступал за юношескую сборную Украины до 17 лет, всего за команду он провёл 17 матчей и забил 3 мяча (в ворота Молдовы и дубль в ворота Азербайджана). В рамках отборочного элит-раунда на чемпионат Европы 2010 в Лихтенштейне Тащи провёл 2 матча, против Нидерландов (2:0) и Грузии (2:2). В итоге Украина заняла последнее 4 место в своей группе и не смогла пробиться на турнир. В составе сборной до 17 лет выступал на товарищеском турнире в Турции.
В составе сборной до 19 лет в январе 2011 года на мемориале Гранаткина вместе с командой стал бронзовым призёром. В матче за третье место Украина обыграла Россию (3:1). В рамках квалификации на чемпионат Европы 2011 в Румынии, Украина заняла первое место в своей группе и попала в элит-раунд. Тащи в этом раунде сыграл во всех 3 играх. В элит-раунде Тащи также сыграл во всех 3 играх. Украина выступила неудачно, заняв предпоследнее 3 место и не попав на чемпионат.
Всего за сборную Украины до 19 лет провёл 11 матчей и забил 1 гол (в ворота Беларуси).
В 2015 году Борис Тащи получил гражданство Болгарии. 28 марта 2016 года СМИ Болгарии объявили, что Борис Тащи может быть заигран в будущем за сборную Болгарии и якобы Болгарский футбольный союз уже урегулировал все формальности. Планировалось, что 27 мая 2016 года Борис Тащи дебютирует за команду на Кубке Кирин, но из-за бюрократических проблем этого так и не состоялось. Тащи отказался комментировать сообщения о выступлении за Болгарию.

## Достижения
- Серебряный призёр Первой лиги Украины: 2010/11